# André Gruchet
André Gruchet (Épinay-sur-Seine, 13 d'abril de 1933 - Challans, 3 de maig de 2015) va ser un ciclista francès, que fou professional entre 1967 i 1969. Va combinar la carretera amb el ciclisme en pista. Va participar en dues edicions dels Jocs Olímpics, el 1956 i 1960.

## Palmarès
- 1962
  -  Campió de França de velocitat amateur
  - 1r al Gran Premi de París amateur
- 1968
  -  Campió de França de velocitat